# Білява (річка)
Білява — річка в Україні, у Кам'янець-Подільському ройоні Хмельницької області, права притока Смотрича (басейн Дністра).

## Опис
Довжина річки приблизно 8 км. Висота витоку над рівнем моря — 260 м, висота гирла — 194 м, падіння річки — 66 м, похил річки — 8,25 м/км. Формується з багатьох безіменних струмків та 2 водойм.

## Розташування
Бере початок на південний захід від села Колибаївки. Тече переважно на південний схід через село Острівчани і на південно-західній стороні від села Шутнівців впадає у річку Смотрич, ліву притоку Дністра. 
Річка розташована у Національному природному парку «Подільські Товтри».